# Подмолодье (Псковская область)
Подмолодье — деревня в Невельском районе Псковской области России. Входит в состав Усть-Долысской волости.

## География
Расположена на юго-западном берегу озера Долысского, примыкая к северным окраинам деревни Усть-Долыссы, в 24 км к северо-западу от города Невель.

## Население
| 2001 | 2002 | 2010 |
| ---- | ---- | ---- |
| 39   | ↗48  | ↘30  |

Численность населения деревни по оценке на начало 2001 года составляла 39 человек.